# Gioacchino Toma
Gioacchino Toma (24 de janeiro de 1836 - 12 de janeiro de 1891) foi um pintor italiano, principalmente de temas históricos e de gênero, pintado em estilo romântico.